# Inzuchtlinie
Als Inzuchtlinie bezeichnet man die aus enger Inzucht hervorgegangene nahezu reinerbige Nachkommenschaft einer Pflanze oder eines Tieres, die in ihrer genetischen Abstammung (Genpool)  bekannt, deren äußeres (phänotypisches)  Erscheinungsbild und besondere Eigenschaften detailliert beschrieben und deren reinerbige Vermehrung möglich ist, so dass die beschriebenen Merkmale auch in den Folgegenerationen erhalten bleiben.

## Pflanzenzucht
In der Pflanzenzüchtung sind Inzuchtlinien verbreitet und die Basis vieler erfolgreicher Saatzuchtprogramme. Bei der künstlichen Selbstung von einzelnen Pflanzen kommt es in der Nachkommenschaft zu einer Anhäufung von (meist) negativen und (seltener) positiven Genkombinationen. Der Anteil der belasteten (depressiven) Nachkommen beträgt bei frei abblühenden Pflanzen ca. siebzig Prozent. Nur bei zirka zehn Prozent der Nachkommen kommt es zu einer positiven Genkombination – diese Pflanzen werden wiederum geselbstet.
Nach zirka sieben Inzucht-Generationen kann in der Maiszucht die Nachkommenschaft als reinerbige Inzuchtlinie betrachtet und diese zum Schutz der Eigentumsrechte beim Bundessortenamt zum Sortenschutz angemeldet werden. Um das zeitaufwendige Verfahren zu optimieren, werden beide Vegetationsperioden der Erde benutzt. Nach der Ernte im Herbst auf der Nordhalbkugel wird das Saatgut zur Einsaat auf die Südhalbkugel verbracht, um nach einem weiteren Zuchtschritt im Frühjahr zurückgebracht zu werden. Aus ökonomischer Sicht ist die Voraussetzung für die Erstellung von Inzuchtlinien die kurze Reproduktionszeit und der niedrige Wert der Einzelpflanze beziehungsweise des Individuums.
Durch Kreuzung zweier Inzuchtlinien entstehen F1-Hybride. Je größer dabei die genetische Distanz zwischen den beiden reinerbigen Zuchtlinien ist, umso höher ist die Wahrscheinlichkeit einer hohen Heterosis (durch Kreuzung erreichten Leistungsfähigkeit) der Hybride. Die besten Heterosis-Effekte werden erzielt, wenn die gekreuzten Inzuchtlinien aus sehr entfernten Genressourcen stammen.

## Tierzucht
Inzuchtlinien von Tierarten sind künstlich erzeugte genetisch homogene Populationen, welche unter anderem für die Standardisierung wissenschaftlicher Tierversuche notwendig sind. Besonders häufig sind dabei Mausinzuchtlinien im Einsatz (mehr als zweihundert solcher Linien sind bekannt).
Um eine stabile Inzuchtlinie zu erhalten, muss über mindestens zwanzig Generationen in konsequenter Bruder-Schwester-Verpaarung gezüchtet werden. Während der Zuchtphase kommt es zu Inzuchtdepression, welche durch Purging überwunden werden kann. Dies geschieht durch eine strenge Selektion der Zuchttiere: Mehr als 70 % der Nachkommen werden dabei ausgemustert, weil sie nicht ausreichend vital sind. Die zwanzigste Generation ist zu 99,4 % homozygot (reinerbig) und in der Regel in der Ausprägung der gewünschten Merkmale ausreichend stabil.
Das Kreuzen zweier Inzuchtlinien bezeichnet man als Hybridzucht. Sie dient der Ausnutzung des Heterosis-Effekts, der umso stärker wird, je höher die genetische Distanz zwischen den verwendeten Inzuchtlinien ist. Dieses Verfahren wird beispielsweise zur Zucht von Legehennen eingesetzt.